# Dymondia
Dymondia é um género botânico pertencente à família Asteraceae.